# Gamla Noux

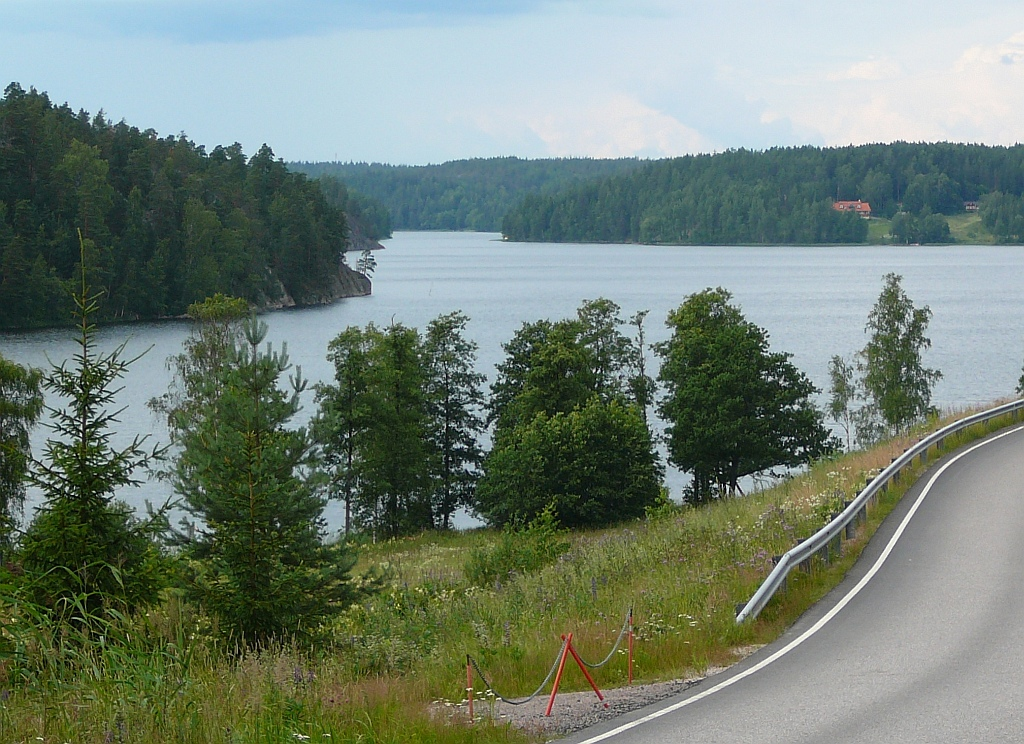
Noux Långträsk

Gamla Noux (finska: Vanha-Nuuksio är en stadsdel i Esbo stad och hör administrativt till Gamla Esbo storområde. 
Då Esbo uppgjorde sin stadsdelsindelning år 1982 hörde Gamla Noux till stadsdelen Nupurböle. På invånarnas begäran avskiljdes stadsdelen år 1999 och fick namnet Gamla Noux, eftersom den hade mera gemensamt med Noux än Nupurböle. Det finns inga statistikuppgifter om invånarantalet i Gamla Noux, eftersom stadsdelen inte bildar ett eget statistikområde i Esbo stads statistikuppgifter. Gamla Noux statistikförs gemensamt med stadsdelen Nupurböle, samt delar av stadsdelen Kolmpers.